# Phase (thermodynamique)

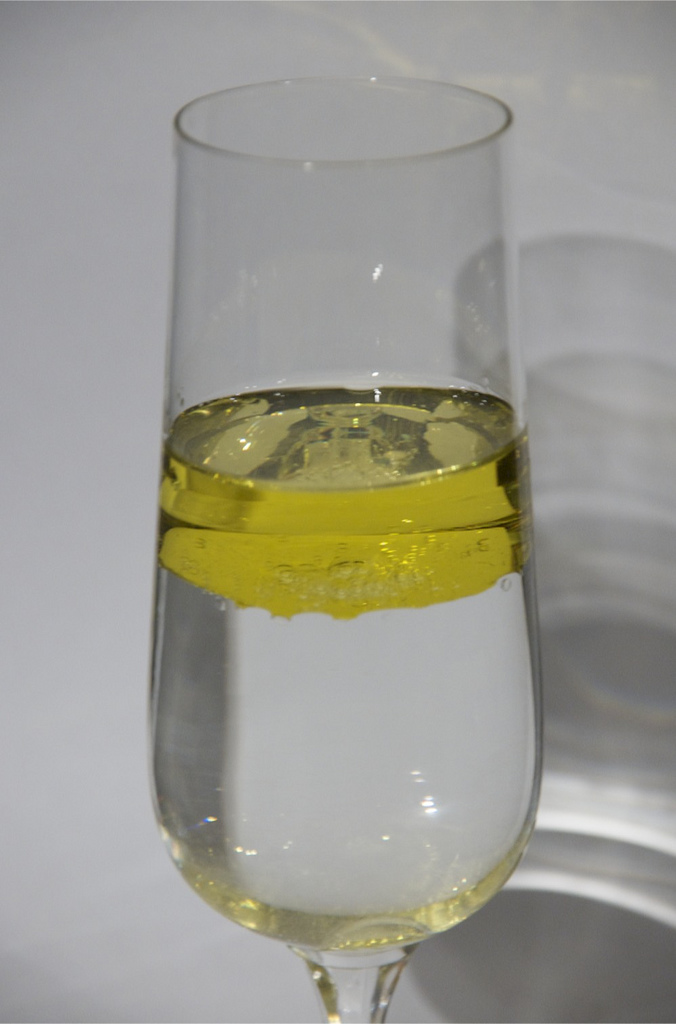
Un système composé d'eau et d'huile, à l'équilibre, est composé de deux phases distinctes (biphasique).

En thermodynamique, une phase est un état de la matière possible d'un système. Selon le contexte et les auteurs, le mot est utilisé pour désigner plusieurs choses, parfois de natures différentes, mais étroitement liées.
Si un système thermodynamique est entièrement homogène, physiquement et chimiquement, il constitue une seule phase. Dans le cas contraire, ses parties homogènes constituent autant de phases. La décomposition d'un système en différentes phases peut évoluer au gré des transformations que le système subit. De manière générale, le processus par lequel un système ou une de ses parties se transforme d'une phase à une autre est une transition de phase. 
Par extension, on utilise aussi le terme de « phase » pour désigner le domaine d'existence ou de stabilité d'une parcelle donnée dans l'espace des paramètres thermodynamiques. Cette approche permet de donner une définition mathématique plus précise à la notion de phase.
La notion de phase recoupe en partie celle plus familière d'état de la matière. Les trois états usuels de la matière que sont le gaz, le liquide et le solide constituent en effet trois phases distinctes. Les deux notions ne se confondent pas pour autant : un système composé de deux liquides non miscibles comme l'eau et l'huile est bien composé de deux phases, bien qu'il soit dans un seul état (liquide).

## Définitions

### La phase comme substance
Landau et Lifschitz définissent les phases d'une substance comme ses états qui peuvent coexister à l'équilibre, tout en étant en contact direct. 
Kubo définit une phase comme une substance physiquement et chimiquement homogène. 
Greiner définit une phase comme une des parties homogènes d'un système hétérogène, étant entendu qu'un système homogène constitue une unique phase.
Si un système est un mélange de corps purs, on peut avoir, pour certaines conditions de pression et de température, plusieurs phases qui cohabitent. C'est le cas d'un mélange de deux poudres (deux phases solides différentes), d'un mélange liquide-gaz (aérosol), d'un mélange liquide-liquide (émulsion)...
Une phase homogène peut être constituée de plusieurs corps purs (par exemple une solution aqueuse ou un eutectique), et un corps pur hors équilibre composé de plusieurs phases (par exemple un mélange eau-glace) ; la notion de phase est donc distincte de celle de composé chimique.

### La phase comme domaine de stabilité
Une bonne définition de la phase d'un système est « une région de l'espace des paramètres thermodynamiques du système dans lequel l'énergie libre est une fonction analytique ». Cela signifie que deux états d'un système sont dans la même phase s'il existe une transformation physique passant de l'un à l'autre sans qu'il y ait de changements abrupts dans les propriétés thermodynamiques.
Considérons un corps pur. Selon la pression et la température, celui-ci peut être gazeux, liquide ou solide. S'il est solide, il peut cristalliser de différentes manières selon la pression et la température. Par exemple, le fer peut cristalliser sous forme cubique centrée (fer α) ou cubique à faces centrées (fer γ). Un solide peut aussi être amorphe. Par exemple, la silice SiO2 peut être cristalline (quartz, cristobalite) ou amorphe (verre de silice).
On peut tracer une « carte » des phases, c'est-à-dire la phase dans laquelle est le système pour des conditions (pression, température, composition). Une telle carte est appelée diagramme de phase.
Toutes les propriétés thermodynamiques d'un système — l'entropie, la capacité thermique, la magnétisation, la compressibilité, etc. — peuvent être exprimées en fonction de l'énergie libre et de ses dérivées partielles. Par exemple, l'entropie peut s'exprimer simplement en fonction de la dérivée première de l'énergie libre par rapport à la température.